# Karolina Perekitko
Karolina Perekitko (Pruszcz Gdański, 1 oktober 1998) is een Pools wielrenster.

## Carrière
Als juniore werd Perekitko in 2016 nationaal kampioene op de weg. Op het wereldkampioenschap greep ze net naast de medailles: ze werd vierde in de door Elisa Balsamo gewonnen wegwedstrijd.
In 2024 maakte Perekitko de overstap naar Winspace. Haar debuut voor de ploeg maakte ze in januari op Mallorca, waar ze deelnam aan drie manches van de Challenge Mallorca. Eind april van dat jaar stond ze aan de start van de Ronde van Spanje. Later dat jaar werd ze onder meer zesde in de Grote Prijs van Eibar en vijfde in de Alpes Grésivaudan Classic. Op het wereldkampioenschap reed ze de wegwedstrijd niet uit. In haar tweede seizoen bij de ploeg debuteerde Perekitko in de Ronde van Frankrijk, waar ze na negen etappes op plek 55 in het klassement eindigde.

## Overwinningen
2016
 Pools kampioene op de weg, Junioren

## Resultaten in voornaamste wedstrijden
| Jaar | Ronde van Italië | Ronde van Frankrijk | Ronde van Spanje |
| ---- | ---------------- | ------------------- | ---------------- |
| 2024 |                  |                     | 42e              |
| 2025 |                  | 55e                 |                  |

| Jaar | Luik-Bast.‑Luik |  | WK op de weg |
| ---- | --------------- |  | ------------ |
| 2024 |                 |  | opgave       |
| 2025 | 33e             |  |              |

## Ploegen
- 2020 –  Massi-Tactic Women Team (tot 20 september)
- 2023 –  Team Groupe Abadie
- 2024 –  Winspace
- 2025 –  Winspace Orange Seal